# Anosia fulvus
Anosia fulvus är en fjärilsart som beskrevs av Ribbe 1890. Anosia fulvus ingår i släktet Anosia och familjen praktfjärilar. Inga underarter finns listade i Catalogue of Life.